# Tillandsia welzii
Tillandsia welzii är en gräsväxtart som beskrevs av Renate Ehlers. Tillandsia welzii ingår i släktet Tillandsia och familjen Bromeliaceae. Inga underarter finns listade i Catalogue of Life.